# Monark

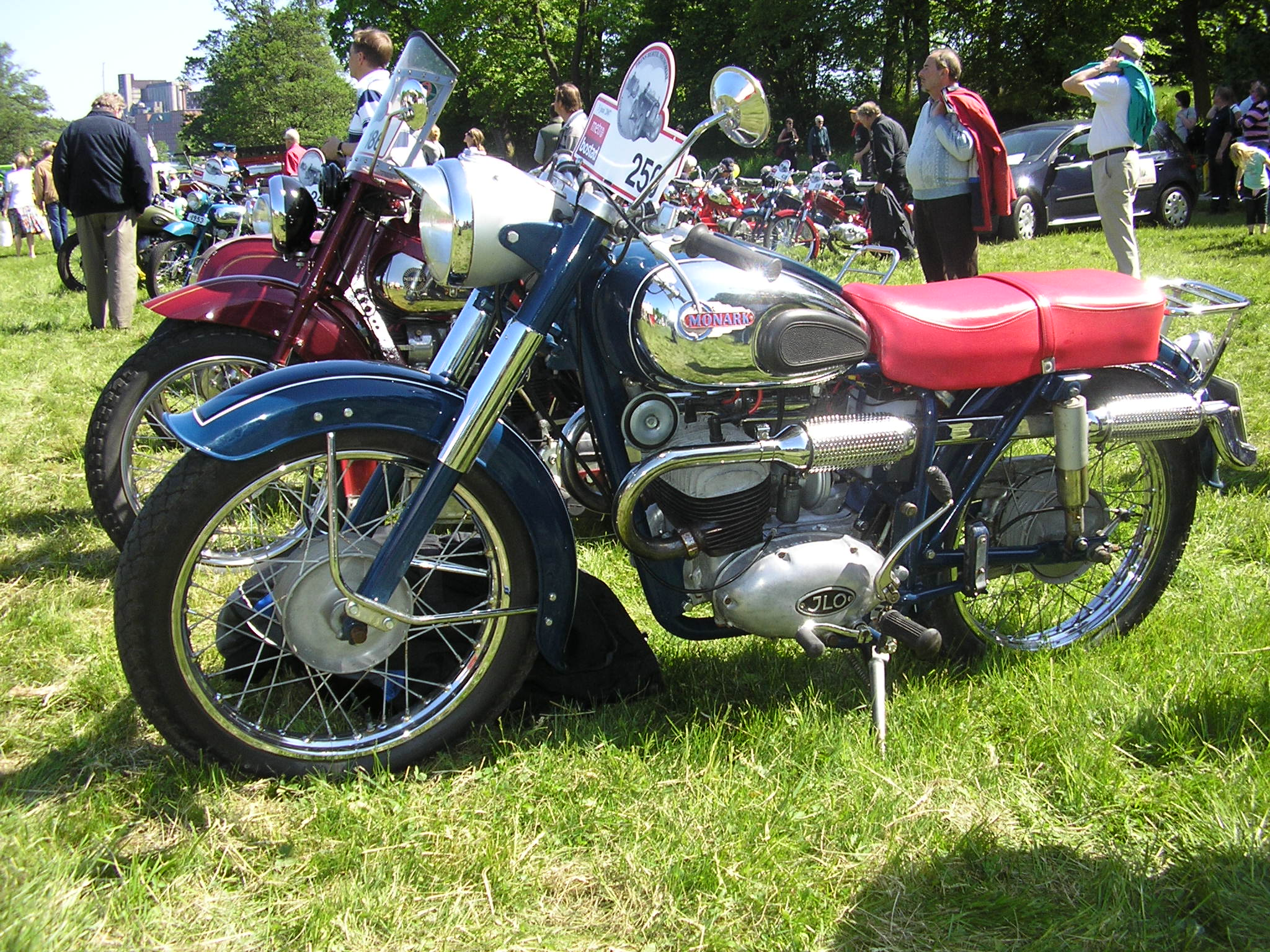
Monark

Monark, auch Cykelfabriken Monark AB, ist eine schwedische Firma, die besonders durch ihre Produktion von Fahrrädern, Leichtkrafträdern und Motorrädern Bekanntheit erlangte.

## Geschichte
Sie wurde 1908 in Varberg von Birger Svensson (1883–1944) gegründet und produzierte in Spitzenzeiten pro Tag bis zu 1000 Zweiräder aller Art.
Nachdem Privatfahrer die populären Leichtkräder in Eigeninitiative modifiziert und an Geländesport-Veranstaltungen erfolgreich teilgenommen hatten, kam es auch zu einem Sportengagement der Firma. Bei der Teilnahme an den Six Days starteten 1954 acht Monark-Maschinen: Alle acht Fahrer gewannen eine Goldmedaille. Im Jahr darauf errang Sten Lundin auf einer 500er Monark dann die Motocross-Weltmeisterschaft.
1960 wurde mit Nymanbolagen aus Uppsala eine Fusion eingegangen und der Name 1964 in Monark Crescent AB oder MCB umgeändert.
In den Folgejahren expandierte die Firma bei der Produktpalette und den Fabrikationsstandorten, z. B. wurde von Husqvarna die Außenborderproduktion übernommen, zusätzlich auch Radios hergestellt und in Brasilien ein Werk eröffnet. Während in den Spitzenzeiten etwa 2000 Menschen bei Monark arbeiteten, kam es ab Ende der 1960er Jahre zu Entlassungen, Werksstilllegungen und Produktbereinigungen. Die Fabrik in Uppsala z. B. wurde 1973 an Volvo verkauft.
Heute ist Monark ein Teil von Cycleurope, es arbeiten in Varberg noch etwa 80 Personen und die Firma gehört zur Grimaldi Industri AB.